# Coupe d'Océanie des nations de beach soccer
La Coupe d'Océanie des nations de beach soccer est une compétition de beach soccer se déroulant tous les deux ans et organisée par la Confédération du football d'Océanie. La compétition est qualificative pour la Coupe du monde de beach soccer.

## Histoire

En 2006, la Confédération d'Océanie de football organisé son premier tournoi international de Beach Soccer dans l'île de Moorea à Tahiti.
La compétition n'a pas lieu en 2008 en raison d'une modification du calendrier de la Coupe du monde de beach soccer au dernier moment, avancé de Novembre à Juillet, créant des défis importants d'organisation pour l'OFC. Les Îles Salomon sont alors nommées pour représenter l'Océanie aux vues de leurs deux dernières performances au Mondial.
Tahiti organise la compétition en février 2011 à laquelle le Vanuatu ne prend pas part n'ayant pu se rendre sur le lieu de la compétition en raison du Cyclone Atu.
En 2019, le Championnat d'Océanie de beach soccer devient la Coupe d'Océanie des nations de beach soccer.

## Palmarès

### Par édition
| # | Année | Lieu                                           | Vainqueur                                      | 2e                                             | 3e                                             | 4e                                             |
| - | ----- | ---------------------------------------------- | ---------------------------------------------- | ---------------------------------------------- | ---------------------------------------------- | ---------------------------------------------- |
| 1 | 2006  | Tahiti                                         | Salomon                                        | Vanuatu                                        | Tahiti                                         | Îles Cook                                      |
| 2 | 2007  | Nouvelle-Zélande                               | Salomon (2)                                    | Vanuatu                                        | Nouvelle-Zélande                               | Tahiti                                         |
| - | 2008  | Non joué, Salomon est automatiquement qualifié | Non joué, Salomon est automatiquement qualifié | Non joué, Salomon est automatiquement qualifié | Non joué, Salomon est automatiquement qualifié | Non joué, Salomon est automatiquement qualifié |
| 3 | 2009  | Tahiti                                         | Salomon (3)                                    | Vanuatu                                        | Tahiti                                         | Fidji                                          |
| 4 | 2011  | Tahiti                                         | Tahiti                                         | Salomon                                        | Fidji                                          | -                                              |
| 5 | 2013  | Tahiti                                         | Salomon (4)                                    | Nouvelle-Calédonie                             | Vanuatu                                        | -                                              |
| - | 2015  | Non joué, Tahiti est automatiquement qualifié  | Non joué, Tahiti est automatiquement qualifié  | Non joué, Tahiti est automatiquement qualifié  | Non joué, Tahiti est automatiquement qualifié  | Non joué, Tahiti est automatiquement qualifié  |
| - | 2017  | Non joué, Tahiti est automatiquement qualifié  | Non joué, Tahiti est automatiquement qualifié  | Non joué, Tahiti est automatiquement qualifié  | Non joué, Tahiti est automatiquement qualifié  | Non joué, Tahiti est automatiquement qualifié  |
| 6 | 2019  | Tahiti                                         | Tahiti (2)                                     | Salomon                                        | Nouvelle-Calédonie                             | Vanuatu                                        |
| - | 2021  | Non joué, Tahiti est automatiquement qualifié  | Non joué, Tahiti est automatiquement qualifié  | Non joué, Tahiti est automatiquement qualifié  | Non joué, Tahiti est automatiquement qualifié  | Non joué, Tahiti est automatiquement qualifié  |
| 7 | 2023  | Tahiti                                         | Tahiti (3)                                     | Salomon                                        | Fidji                                          | Tonga                                          |
| 8 | 2024  | Îles Salomon                                   | Tahiti (4)                                     | Salomon                                        | Fidji                                          | Papouasie-Nouvelle-Guinée                      |

### Par pays
| Nation             | Vainqueur                | 2e                       | 3e                 |
| ------------------ | ------------------------ | ------------------------ | ------------------ |
| Salomon            | · 2006, 2007, 2009, 2013 | · 2011, 2019, 2023, 2024 | -                  |
| Tahiti             | · 2011, 2019, 2023, 2024 | -                        | · 2006, 2009       |
| Vanuatu            | -                        | · 2006, 2007, 2009       | · 2013             |
| Nouvelle-Calédonie | -                        | · 2013                   | · 2019             |
| Fidji              | -                        | -                        | · 2011, 2023, 2024 |
| Nouvelle-Zélande   | -                        | -                        | · 2007             |

## Trophées individuels
| Édition | Meilleur joueur  | Meilleur buteur                        | Meilleur buteur | Meilleur gardien |
| Édition | Meilleur joueur  | Nom                                    | Nbr             | Meilleur gardien |
| ------- | ---------------- | -------------------------------------- | --------------- | ---------------- |
| 2006    | Teiva Izal       | Teiva Izal                             | 11 buts         | Chikau Mansale   |
| 2007    | James Naka       | Teva Zaveroni                          | 11 buts         | Chikau Mansale   |
| 2009    | James Naka       | James Naka                             | 7 buts          | Chikau Mansale   |
| 2011    | James Naka       | Jo Dugucagi, James Naka et Robert Laua | 4 buts          | Jonathan Torohia |
| 2013    | Samson Takayama  | Joseph Luwi                            | 5 buts          | Fred Hale        |
| 2019    | Heimanu Taiarui  | Patrick Tepa                           | 12 buts         | Jonathan Torohia |
| 2023    | Heirauarii Salem | Gabiriele Matanisiga                   | 12 buts         | Jonathan Torohia |